# Amphiprion percula
O peixe-palhaço-percula (Amphiprion percula) é um peixe-palhaço do gênero Amphiprion. Vive em associação com a anêmona-do-mar-magnífica (Heteractis magnifica) e com a anêmona-tapete-gigante (Stichodactyla gigantea). É muito semelhante ao peixe-palhaço-ocelaris (Amphiprion ocellaris).